# イタリア剣道連盟
イタリア剣道連盟（イタリアけんどうれんめい、イタリア語でConfederazione Italiana Kendo（コンフェエデラジオネ・イタリアナ・ケンド）（CIK））は、イタリアのスポーツ連盟です、ヨーロッパ剣道連盟、国際剣道連盟、ヨーロッパなぎなた連盟、国際なぎなた連盟に加盟している。
イタリアの領土で剣道、居合道、杖道、なぎなたの分野を推進し、広める責任がある。
CIKは、ヨーロッパ剣道連盟（ヨーロッパ剣道選手権大会）と国際剣道連盟（世界剣道選手権大会）の主要なイベントの開催に国際的に積極的に取り組んでいる。
彼はドイツとフランスと共にヨーロッパゾーンの理事会のメンバーです。イタリア剣道連盟の会長は、国際剣道連盟（FIK）の理事会の常任理事国でもあります。 
2020年12月1日、イタリア剣道連盟が令和2年度外務大臣表彰を受賞した。